# 오일러 치환
미적분학에서 오일러 치환(-置換, 영어: Euler substitution)은 {\displaystyle x}와 {\displaystyle {\sqrt {ax^{2}+bx+c}}}에 대한 유리 함수의 적분을 구할 때 사용되는 치환 적분이다.

## 정의
오일러 치환은 다음과 같은 적분을 구할 때 사용된다.
{\displaystyle \int R(x,{\sqrt {ax^{2}+bx+c}})\mathrm {d} x}
여기서 {\displaystyle R(u,v)}는 2변수 유리 함수이며, {\displaystyle a\neq 0}이다. 오일러 치환은 이 적분을 유리 함수의 적분으로 만들며, 이는 다음과 같은 세 가지 경우로 나뉜다. 같은 함수가 여러 가지 경우에 속할 수 있음에 주의하자.

### 제1 오일러 치환
만약 {\displaystyle a>0}일 경우, 다음과 같이 치환한다.
{\displaystyle {\sqrt {ax^{2}+bx+c}}=\pm x{\sqrt {a}}+t}
이를 제1 오일러 치환(第一-置換, 영어: first Euler substitution)이라고 한다. 이 경우 원래의 적분은 다음과 같이 새 변수 {\displaystyle t}에 대한 유리 함수의 적분으로 귀결된다.
{\displaystyle x={\frac {t^{2}-c}{\pm 2t{\sqrt {a}}+b}}}
{\displaystyle {\sqrt {ax^{2}+bx+c}}=\pm {\frac {t^{2}-c}{\pm 2t{\sqrt {a}}+b}}{\sqrt {a}}+t}

### 제2 오일러 치환
만약 {\displaystyle c>0}일 경우, 다음과 같이 치환한다.
{\displaystyle {\sqrt {ax^{2}+bx+c}}=xt\pm {\sqrt {c}}}
이를 제2 오일러 치환(第二-置換, 영어: second Euler substitution)이라고 한다. 마찬가지로 원래의 적분은 {\displaystyle t}에 대한 유리 함수의 적분으로 귀결된다.
{\displaystyle x={\frac {\pm 2t{\sqrt {c}}-b}{a-t^{2}}}}
{\displaystyle {\sqrt {ax^{2}+bx+c}}={\frac {\pm 2t{\sqrt {c}}-b}{a-t^{2}}}t\pm {\sqrt {c}}}
사실, 제1 및 제2 오일러 치환의 조건을 만족시키는 꼴의 적분은 다음과 같은 변환을 통해 각각 제2 및 제1 오일러 치환을 적용할 수 있다.:341
{\displaystyle {\sqrt {ax^{2}+bx+c}}={\frac {1}{|u|}}{\sqrt {a+bu+cu^{2}}}\qquad \left(x={\frac {1}{u}}\right)}

### 제3 오일러 치환
만약 {\displaystyle ax^{2}+bx+c}의 두 근 {\displaystyle \alpha ,\beta }가 실수일 경우, 다음과 같이 치환한다.
{\displaystyle {\sqrt {ax^{2}+bx+c}}={\sqrt {a(x-\alpha )(x-\beta )}}=\pm (x-\alpha )t}
이를 제3 오일러 치환(第三-置換, 영어: third Euler substitution)이라고 한다. 이 경우 역시 {\displaystyle t}의 유리 함수의 적분이 된다.
{\displaystyle x={\frac {a\beta -\alpha t^{2}}{a-t^{2}}}}
{\displaystyle {\sqrt {ax^{2}+bx+c}}=\pm \left({\frac {a\beta -\alpha t^{2}}{a-t^{2}}}-\alpha \right)t}
사실, 제1 및 제3 오일러 치환은 모든 경우를 포함한다. 이는 만약 {\displaystyle a<0}이며 {\displaystyle b^{2}-4ac<0}일 경우 {\displaystyle {\sqrt {ax^{2}+bx+c}}}가 모든 곳에서 실수가 아니기 때문이다.:341

### 팁
오일러 치환이 처리하는 꼴의 적분을 구하는 데에는 계산량을 줄여주는 요령과 보다 더 간편할 수 있는 대안적인 방법이 존재한다. 예를 들어, 다음과 같은 공식은 특수한 꼴의 함수의 적분의 계산을 단순화한다.
{\displaystyle \int {\frac {p(x)}{\sqrt {ax^{2}+bx+c}}}\mathrm {d} x=q(x){\sqrt {ax^{2}+bx+c}}+\lambda \int {\frac {\mathrm {d} x}{\sqrt {ax^{2}+bx+c}}}}
여기서 {\displaystyle p,q\in \mathbb {R} [x]}는 각각 {\displaystyle n}차 다항식 및 {\displaystyle (n-1)}차 이하 다항식이며 {\displaystyle \lambda \in \mathbb {R} }는 상수이다. 각 {\displaystyle p}에 대하여 이러한 조건을 만족시키는 {\displaystyle q} 및 {\displaystyle \lambda }는 위 식 양변에 도함수를 취한 뒤 다시 양변에 {\displaystyle {\sqrt {ax^{2}+bx+c}}}을 곱하여 양변의 다항식의 계수를 비교하면 구할 수 있다. 다음과 같은 꼴의 적분은 {\displaystyle x-\alpha =1/t}와 같이 치환하면 위와 같은 꼴의 적분으로 귀결된다.
{\displaystyle \int {\frac {\mathrm {d} x}{(x-\alpha )^{n}{\sqrt {ax^{2}+bx+c}}}}=\int {\frac {t^{n-1}}{\sqrt {(a\alpha ^{2}+b\alpha +c)t^{2}+(2a\alpha +b)t+a}}}\mathrm {d} t}
다음과 같은 꼴의 적분은 치환 {\displaystyle x^{2}+px+q=s} 및 {\displaystyle \textstyle ({\sqrt {x^{2}+px+q}})'=t}을 통해 구할 수 있다.
{\displaystyle \int {\frac {(ex+f)}{(x^{2}+px+q)^{(2n+1)/2}}}\mathrm {d} x=\lambda \int {\frac {2x+p}{(x^{2}+px+q)^{(2n+1)/2}}}\mathrm {d} x+\mu \int {\frac {\mathrm {d} x}{(x^{2}+px+q)^{(2n+1)/2}}}=\lambda \int {\frac {\mathrm {d} s}{s^{(2n+1)/2}}}+\mu \int {\frac {\mathrm {d} x}{(x^{2}+px+q)^{(2n+1)/2}}}}
다음과 같은 꼴의 적분에서 {\displaystyle p\neq b/a}일 경우, 적절한 치환 {\displaystyle x=(gs+h)/(s+1)}를 통해 1차항을 없앤 뒤, 부분 분수 분해의 각 항에 치환 {\displaystyle a's^{2}=b'=t} 및 {\displaystyle \textstyle ({\sqrt {a's^{2}+b'}})'=u}을 사용하여 구할 수 있다.
{\displaystyle \int {\frac {(ex+f)}{(x^{2}+px+q)^{n}{\sqrt {ax^{2}+bx+c}}}}\mathrm {d} x=\int {\frac {p(s)}{(s^{2}+c')^{n}{\sqrt {a's^{2}+b'}}}}\mathrm {d} s=\sum _{k}\lambda _{k}\int {\frac {s}{(s^{2}+c')^{n'_{k}}{\sqrt {a's^{2}+b'}}}}\mathrm {d} s+\sum _{k}\mu _{k}\int {\frac {\mathrm {d} s}{(s^{2}+c')^{n''_{k}}{\sqrt {a's^{2}+b'}}}}}
오일러 치환이 처리하는 꼴의 적분은 완전 제곱꼴을 만든 뒤 삼각 치환 또는 쌍곡 치환을 통해 구할 수도 있다. 정리된 루트 부분이 {\displaystyle {\sqrt {a^{2}-x^{2}}}}일 경우 {\displaystyle x=a\sin t} 또는 {\displaystyle x=a\cos t}와 같이 치환하며, {\displaystyle {\sqrt {x^{2}-a^{2}}}}일 경우 {\displaystyle x=a\cosh t} 또는 {\displaystyle x=a\sec t}와 같이 치환하며, {\displaystyle {\sqrt {x^{2}+a^{2}}}}일 경우 {\displaystyle x=\sinh t} 또는 {\displaystyle x=a\tan t}와 같이 치환한다.:342 그러면 적분하려는 함수는 삼각 함수 또는 쌍곡선 함수에 대한 유리 함수로 변하며, 이는 바이어슈트라스 치환 등을 통해 구할 수 있다.:229

## 예
다음과 같은 적분들을 생각하자.:345, 예6.3.3, (1), (3), (4); 348, 예6.3.5, (1)
{\displaystyle \int {\frac {\sqrt {x^{2}+2x+3}}{x}}\mathrm {d} x,\;\int {\frac {1-{\sqrt {1+x+x^{2}}}}{x{\sqrt {1+x+x^{2}}}}}\mathrm {d} x,\;\int {\frac {\mathrm {d} x}{\sqrt {x^{2}+3x-4}}},\;\int {\frac {\mathrm {d} x}{(x-\alpha ){\sqrt {(x-\alpha )(x-\beta )}}}}}

### 제1 오일러 치환의 예
첫 번째 적분에 다음과 같은 제1 오일러 치환을 사용하자.
{\displaystyle {\sqrt {x^{2}+2x+3}}=t-x}
{\displaystyle x={\frac {t^{2}-3}{2(1+t)}},\;\mathrm {d} x={\frac {t^{2}+2t+3}{2(t+1)^{2}}}\mathrm {d} t,\;{\sqrt {x^{2}+2x+3}}={\frac {t^{2}+2t+3}{2(t+1)}}}
이를 통해 다음과 같이 구할 수 있다.
{\displaystyle {\begin{aligned}\int {\frac {\sqrt {x^{2}+2x+3}}{x}}\mathrm {d} x&=\int {\frac {(t^{2}+2t+3)^{2}}{2(t^{2}-3)(t+1)^{2}}}\mathrm {d} t=\int \left({\frac {1}{2}}+{\frac {1}{t+1}}-{\frac {1}{(t+1)^{2}}}+{\frac {6}{t^{2}-3}}\right)\mathrm {d} t\\&={\frac {t}{2}}+\ln |t+1|+{\frac {1}{t+1}}+{\sqrt {3}}\ln \left|{\frac {t-{\sqrt {3}}}{t+{\sqrt {3}}}}\right|+C\\&={\frac {{\sqrt {x^{2}+2x+3}}+x}{2}}+{\frac {1}{{\sqrt {x^{2}+2x+3}}+x+1}}+\ln({\sqrt {x^{2}+2x+3}}+x+1)+{\sqrt {3}}\ln \left|{\frac {{\sqrt {x^{2}+2x+3}}+x-{\sqrt {3}}}{{\sqrt {x^{2}+2x+3}}+x+{\sqrt {3}}}}\right|+C\end{aligned}}}

### 제2 오일러 치환의 예
두 번째 적분에 다음과 같은 제2 오일러 치환을 사용하자.
{\displaystyle {\sqrt {1+x+x^{2}}}=tx+1}
{\displaystyle x={\frac {2t-1}{1-t^{2}}},\;\mathrm {d} x={\frac {2(1-t+t^{2})}{(1-t^{2})^{2}}}\mathrm {d} t,\;{\sqrt {1+x+x^{2}}}={\frac {1-t+t^{2}}{1-t^{2}}}}
이를 통해 다음과 같이 구할 수 있다.
{\displaystyle \int {\frac {1-{\sqrt {1+x+x^{2}}}}{x{\sqrt {1+x+x^{2}}}}}\mathrm {d} x=\int {\frac {-2t}{1-t^{2}}}\mathrm {d} t=\ln |1-t^{2}|+C=\ln \left|1-\left({\frac {{\sqrt {1+x+x^{2}}}-1}{x}}\right)^{2}\right|+C}

### 제3 오일러 치환의 예
세 번째 적분에 다음과 같은 제3 오일러 치환을 사용하자.
{\displaystyle {\sqrt {x^{2}+3x-4}}=(x+4)t}
{\displaystyle x={\frac {1+4t^{2}}{1-t^{2}}},\;\mathrm {d} x={\frac {10t}{(1-t^{2})^{2}}}\mathrm {d} t,\;{\sqrt {x^{2}+3x-4}}={\frac {5t}{1-t^{2}}}}
이를 통해 다음과 같이 구할 수 있다.
{\displaystyle \int {\frac {\mathrm {d} x}{\sqrt {x^{2}+3x-4}}}=\int {\frac {2}{1-t^{2}}}\mathrm {d} t=\ln \left|{\frac {1+t}{1-t}}\right|+C=\ln \left|{\frac {{\sqrt {x+4}}+{\sqrt {x-1}}}{{\sqrt {x+4}}-{\sqrt {x-1}}}}\right|+C}

### 다른 방법의 예
네 번째 적분에서는 {\displaystyle x-\alpha =1/t}와 같은 치환이 더 편리하다.
{\displaystyle \int {\frac {\mathrm {d} x}{(x-\alpha ){\sqrt {(x-\alpha )(x-\beta )}}}}=-\int {\frac {\mathrm {d} t}{\sqrt {1+(\alpha -\beta )t}}}={\frac {2}{\beta -\alpha }}{\sqrt {1+(\alpha -\beta )t}}+C={\frac {2}{\beta -\alpha }}{\sqrt {\frac {x-\beta }{x-\alpha }}}+C}

## 같이 보기
- 치환 적분
- 삼각 치환